# Nikołaj Saksonow
Nikołaj Nikołajewicz Saksonow (ros. Николай Николаевич Саксонов; ur. 6 stycznia 1923 we wsi Sierga, zm. 2 listopada 2011 w Elektrougli) – radziecki sztangista, srebrny medalista olimpijski i zloty medalista mistrzostw świata.

## Kariera
Swój pierwszy medal na arenie międzynarodowej wywalczył podczas igrzysk olimpijskich w Helsinkach w 1952 roku, gdzie wywalczył srebrny medal w wadze piórkowej. Rozdzielił tam na podium swego rodaka - Rafaela Czimiszkianiego i Rodneya Wilkesa z Trynidadu i Tobago. Był to jego jedyny start olimpijski. Na rozgrywanych rok później mistrzostwach świata w Sztokholmie zwyciężył, wyprzedzając Czimiszkianiego i Einara Erikssona ze Szwecji. W tym samym roku zwyciężył także na mistrzostwach Europy w Sztokholmie.
Trzykrotnie był mistrzem ZSRR: w 1949, 1952 i 1953 roku. Ponadto ustanowił 7 rekordów świata w podrzucie.